# Château de Belmonte
Le château de Belmonte est une forteresse située dans la localité de Belmonte, dans la communauté autonome de Castille-La Manche.

## Histoire
Au XIXe siècle Eugénie de Montijo , qui devint impératrice de France quand elle a épousé Napoléon III, hérite de ce château. Elle ordonne sa restauration qui concerne l'extérieur de la cour, l'escalier principal, les cheminées en plâtre, plusieurs toits. Les travaux durent de 1857 à 1870 et prennent fin avec la chute de l'Empire.
À partir de 1880 l'ex-impératrice autorise les frères prêcheurs, étudiants de philosophie du couvent de Flavigny et du noviciat d’Amiens, qui ne peuvent plus exercer en france après les décrets de 1880, de venir dans le château. Au total, entre 1881 et 1885, 71 frères occupèrent les lieux.

## Cinéma
- Le Cid (1961) d'Anthony Mann. Certaines scènes furent tournées dans et à l'extérieur (on voit le château au loin pendant le tournoi) du château. Les villageois furent enrôlés plusieurs jours comme figurants pendant le tournage.
- La Chair et le Sang (1984) de Paul Verhoeven. La majorité des scènes extérieures y sont tournées.